# 加賀美雅之
加賀美雅之（日语：／ Kagami Masayuki，1959年—2013年5月），是一位日本推理小說作家，生于千葉縣，2002年发表处女作《双月城的惨剧》（日语：『双月城の惨劇』）。

## 作品列表

### 查尔斯·伯特兰系列
- 双月城的惨剧（双月城の惨劇）（2002年4月  / 2006年12月 光文社文庫 / 2023年 磨铁图书（出品）中国友谊出版公司（出版））
- （2004年8月 【上・下】 / 2012年5月 光文社文庫）
- （2006年8月 ）
- （2011年3月 ）

### 未收录短篇
- （1999年6月 收录）
- （2001年3月 收录）
- （2002年3月 收录）
- （2003年6月 收录）
- （2006年11月 收录）
- （2008年3月 收录）
- （2009年3月 收录）
- （2009年6月 收录）
- （2011年6月 收录）